# Cyklobuten
Cyklobuten är liksom cyklopropen ett cykliskt omättat kolväte den har summaformeln C4H6.

## Egenskaper
Cyklobuten är ett kolväte som liknar cyklobutan men till skillnad från cyklobutan så innehåller cyklobuten en dubbelbindning.